# Psaenythia pictipennis
Psaenythia pictipennis är en biart som beskrevs av Heinrich Friese 1908. Psaenythia pictipennis ingår i släktet Psaenythia och familjen grävbin. Inga underarter finns listade i Catalogue of Life.